# Accorsino da Lodi
Accorsino da Lodi (Lodi, ... – Malgrate, 3 febbraio 1532) è stato un condottiero italiano.

## Biografia
Fu uno dei comandanti dell'esercito milanese sotto il duca Francesco II Sforza.
Partecipò all'assedio di Lecco durante la guerra tra lo Sforza ed il Medeghino, servendo sotto il comando generale di Alessandro Gonzaga. Durante l'assedio guidò l'attacco a Chiuso, che vide vittoriose le truppe ducali, per poi comandare l'accampamento di Malgrate (uno dei tre dell'esercito milanese assieme a quello di Castello comandato dal Gonzaga e quello di Mandello comandato dal Vistarino).
A Malgrate morì durante la battaglia del 3 febbraio 1532: le armate lecchesi al comando di Cesare Da Napoli sbarcarono nella baia di Parè, risalirono alle spalle la Rocca di San Dionigi a Malgrate e sbaragliarono l'intera armata di Accorsino, con una carneficina per la quale questa battaglia passò alla storia.